# 小行星101429
(101429) 1998 VF31是一顆小的小行星，它位於火星軌道的L5點，在火星軌道後方約60°處跟隨著火星。它以非常穩定的軌道圍繞著火星軌道上的拉格朗日點。經由分光鏡觀測得到的光譜與(5261) 尤里卡非常相似，暗示它們兩者可能都是原始的火星小行星。
在2007年的光譜觀測顯示它的表面有大量的金屬和無粒隕石（可能是中隕鐵也可能不是）；這也可能是太空風化使得表面已經風化了。這些觀測也揭示了它與5261 尤里卡的差異，因此兩者也可能是毫無關聯的。

## 火星特洛伊
L4 ：
- (121514) 1999 UJ7

L5 ：
- (5261) 尤里卡
- (101429) 1998 VF31
- 2001 DH47
- (311999) 2007 NS2
- 2011 SC191
- 2011 UN63

候選者：
- 2011 SL25

## 外部連結
- NASA JPL （页面存档备份，存于） Small-Body Database Browser on (101429) 1998 VF31 （页面存档备份，存于）